# Paardenwed

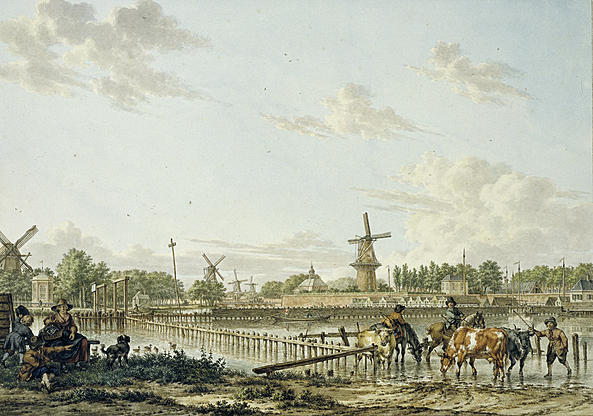
Paardenwed bij de Amstel in Amsterdam (Jacob Cats, 1784)

Een paardenwed is een plaats waar vroeger de paarden konden drinken, waden en gewassen worden. In steden bevond het paardenwed zich meestal in de buurt van een stadspoort, zodat reizigers hier hun paarden konden laten herstellen van de reis. In sommige plaatsen is het paardenwed nog terug te vinden in de straatnamen, zoals in Om 't Wedde in Montfoort en  Paardenwed in Amersfoort.
Bij baggerwerkzaamheden rond de Martenastate bij Cornjum (Koarnjum) kwam in 2014 een paardenwed tevoorschijn, die bij de vroegere state (vóór de huidige van 1899) zal hebben gehoord.